# René Hausmann

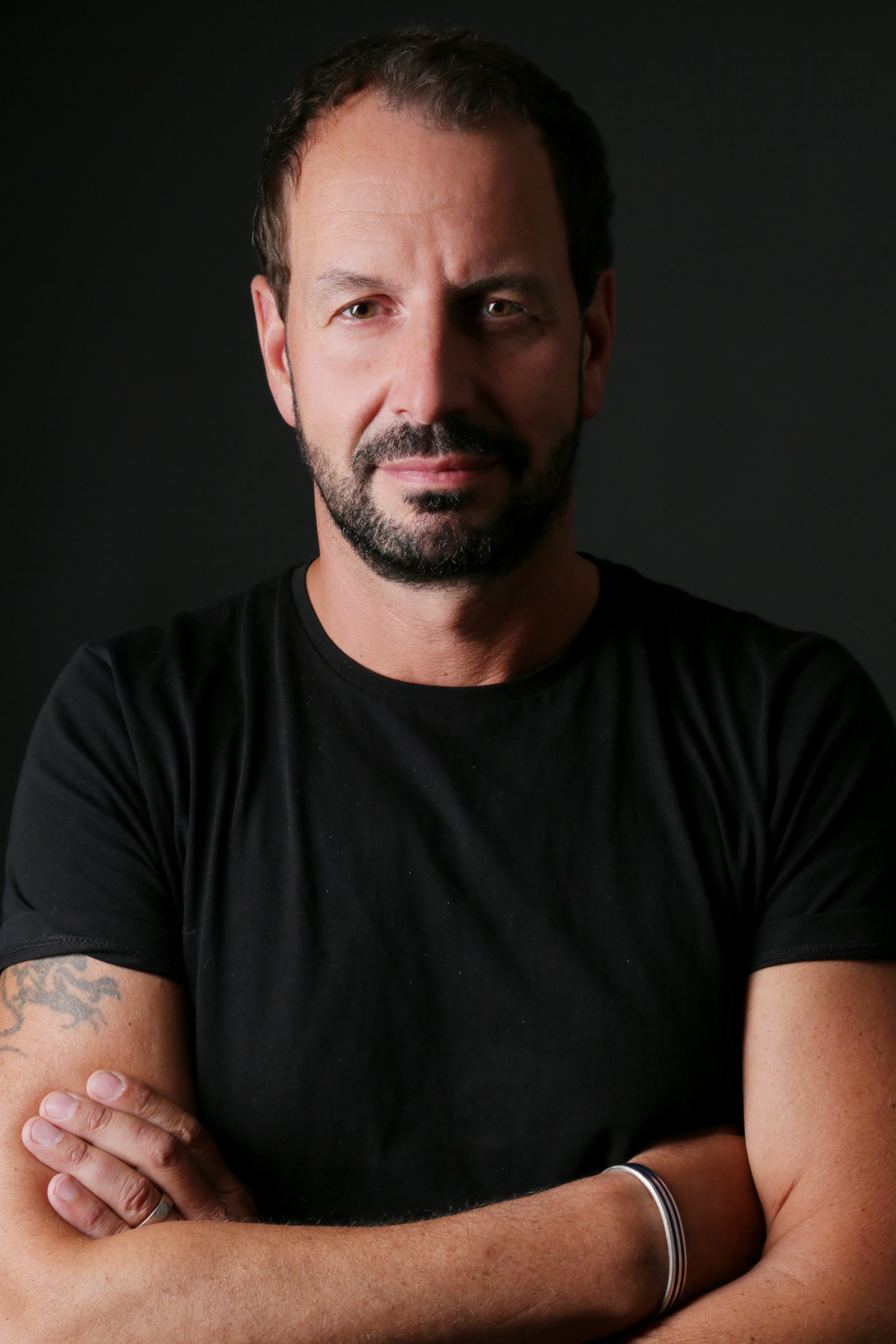
René Hausmann

René Hausmann (* 5. Juni 1971 in Weißwasser) ist ein deutscher Journalist, Radiomoderator und Sprecher.
Seine Radiokarriere begann im sächsischen Weißwasser beim Regionalsender Radio WSW. Nach einem Wechsel zum Jugendradio Fritz des Ostdeutschen Rundfunks Brandenburg, heute Rundfunk Berlin-Brandenburg, war er ab 1994 als Redakteur, Reporter und Moderator tätig. In der Rubrik „Doktor Pop“ beantwortete René Hausmann die musikalischen Fragen der Fritz-Hörer. Er moderierte wöchentlich den „Soundgarden am Vormittag“, die „Radiofritzen“ am Wochenende und das interaktive Hörspiel „Der Ohrenzeuge“.
Im Fernsehen arbeitete er zeitgleich als Sprecher beim Musiksender VIVA für das Lifestyle-Magazin „Loop-TV“ und die Pro 7 Morningshow. Ab 2003 moderierte René Hausmann bei 105.5 Spreeradio in Berlin die Drive-Time mit eigener Show.
Auf eigenen Wunsch verließ er den Sender 2006 und kehrte zurück zum rbb. Hier moderierte er bei Antenne Brandenburg das „Regionaljournal“ am Nachmittag und die Morningshow „Guten Morgen Brandenburg“. Aktuell ist René Hausmann in der Vormittagssendung „Hallo Brandenburg“ und in „Guten Morgen Brandenburg“ am Wochenende zu hören. In der Vormittagssendung „Zu Gast in Hallo Brandenburg am Sonntag“ spricht er mit prominenten Persönlichkeiten über die Geschichten hinter ihrem Erfolg. 
René Hausmann ist verheiratet, Vater von drei Kindern und lebt heute in Potsdam.